# Sidney Crosby

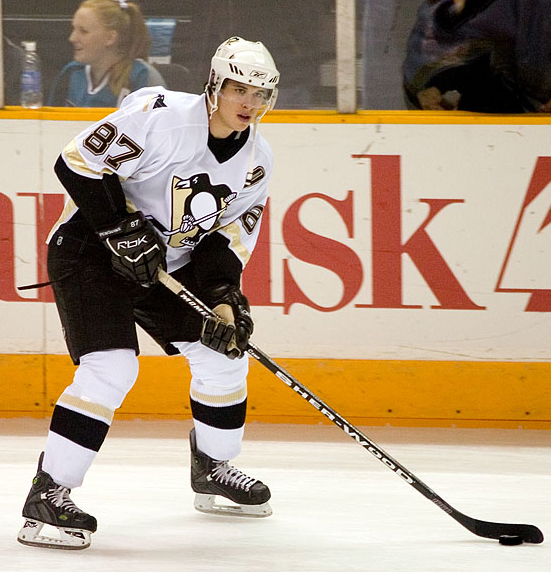

Sidney Patrick Crosby (Halifax, Nova Scotia, 7 augustus 1987) is een Canadese ijshockeyspeler. Hij debuteerde in 2005 in de NHL als speler van Pittsburgh Penguins. Hij wordt gezien als een van de grootste talenten van zijn generatie. In navolging van zijn landgenoot Wayne Gretzky, bijgenaamd The Great One, draagt Crosby de bijnaam The Next One.

## Carrière
Tussen 2003 en 2005 speelde Crosby bij het juniorenteam L'Océanic de Rimouski in de QMJHL. In de 2005 NHL Entry Draft werd hij als eerste geselecteerd door de Pittsburgh Penguins.
Hij maakte zijn debuut op het hoogste niveau in de NHL op 5 oktober 2005 in het duel met de New Jersey Devils. Hij werd in 2007 voor het eerst naar de play-offs gehaald. Daarin verloren de Penguins in de eerste ronde van de Ottawa Senators. Het jaar daarop werden ze opzij gezet en werd de Stanley Cup finale gehaald. Deze verloren ze van de Detroit Red Wings.
In 2009 won Crosby met de Penguins de Stanley Cup, door diezelfe Red Wings te verslaan. Hiermee werd Crosby de jongste aanvoerder ooit die de Cup won. In 2016 won Crosby voor de tweede maal de Stanley Cup en in 2017 opnieuw.

### Nationale ploeg
Als jongste speler in het team werd hij met de Canadese juniorenploeg -18 vierde op het wereldkampioenschap in 2003. In 2004 werd hij geselecteerd om deel te nemen
aan het WK -20; hij veroverde met Canada de zilveren medaille en werd zelf de jongste speler ooit die op het WK-20 een doelpunt maakte. Een jaar later veroverde hij met de Canadese juniorenploeg -20 de gouden medaille.
In 2006 nam hij met de Canadese A-ploeg deel aan het wereldkampioenschap. Canada werd pas vierde, maar Crosby scoorde acht keer in negen wedstrijden en werd verkozen in het allstarteam.
Crosby maakte zijn olympisch debuut bij de Olympische Winterspelen 2010 in eigen land. In de finale scoorde hij de winnende treffer in overtime tegen de Verenigde Staten.

## Persoonlijk
Crosby draagt het rugnummer 87. Dit geeft zijn geboortedatum weer. Hij is geboren op 8-7-'87 (Engelse datumaanduiding). Ook geeft dit zijn huidige salaris weer namelijk $8,7 miljoen dollar. Verder is hij zeer bekend om zijn wasdroger. In zijn jeugd schoot hij met pucks in de kelder van z'n ouderlijk huis, op een oude wasdroger. Deze droger staat nu in een museum en is aardig gedeukt. Ook is hier een reclamespot over gemaakt.

## Statistieken NHL
| 2005/2006  | Pittsburgh Penguins | NHL        | 81  | 39  | 63  | 102 | 110 | -   | -  | -  | -   | -  |
| 2006/2007  | Pittsburgh Penguins | NHL        | 79  | 36  | 84  | 120 | 60  | 5   | 3  | 2  | 5   | 4  |
| 2007/2008  | Pittsburgh Penguins | NHL        | 53  | 24  | 48  | 72  | 39  | 20  | 6  | 21 | 27  | 12 |
| 2008/2009  | Pittsburgh Penguins | NHL        | 77  | 33  | 70  | 103 | 76  | 24  | 15 | 16 | 31  | 14 |
| 2009/2010  | Pittsburgh Penguins | NHL        | 81  | 51  | 58  | 109 | 69  | 13  | 6  | 13 | 19  | 6  |
| 2010/2011  | Pittsburgh Penguins | NHL        | 41  | 32  | 34  | 66  | 31  | —   | —  | —  | —   | —  |
| 2011/2012  | Pittsburgh Penguins | NHL        | 22  | 8   | 29  | 37  | 14  | 6   | 3  | 5  | 8   | 9  |
| 2012/2013  | Pittsburgh Penguins | NHL        | 36  | 15  | 41  | 56  | 16  | 14  | 7  | 8  | 15  | 8  |
| 2013/2014  | Pittsburgh Penguins | NHL        | 80  | 36  | 68  | 104 | 46  | 13  | 1  | 8  | 9   | 4  |
| 2014/2015  | Pittsburgh Penguins | NHL        | 77  | 28  | 56  | 84  | 47  | 5   | 2  | 2  | 4   | 0  |
| 2015/2016  | Pittsburgh Penguins | NHL        | 80  | 36  | 49  | 85  | 42  | 24  | 6  | 13 | 19  | 4  |
| Totaal NHL | Totaal NHL          | Totaal NHL | 707 | 338 | 600 | 938 | 552 | 124 | 49 | 88 | 137 | 61 |

## Persoonlijke prijzen
- 2 × Art Ross Memorial Trophy - 2007, 2014
- 2 × Hart Memorial Trophy - 2007, 2014
- 3 × Lester B. Pearson Award - 2007, 2013, 2014
- NHL All-Rookie Team - 2007
- Maurice Richard Trophy - 2010
- 5 × NHL All Star selectie - 2007, 2008, 2009, 2011, 2015
- 3 × Prince of Wales Trophy - 2008, 2009, 2016
- 3 × Stanley Cup - 2009, 2016, 2017
- 2 × Conn Smythe Trophy - 2016, 2017

- International Standard Name Identifier: 0000 0000 7899 8334
- Library of Congress Control Number: n2006068110
- Virtual International Authority File: 103446885
- WorldCat: E39PBJcgCtmHQcXxFQ4wDVb8G3